# Liste der Mitglieder des Bayerischen Landtags (3. Wahlperiode)
Diese Liste gibt einen Überblick über alle Mitglieder des Bayerischen Landtags in der 3. Wahlperiode (13. Dezember 1954 bis 17. November 1958).

## Abgeordnete
| Name                                    | Lebensdaten | Partei       | Stimmkreis/Wahlkreis                                                   | Anmerkungen |
| --------------------------------------- | ----------- | ------------ | ---------------------------------------------------------------------- | --- |
| Martin Albert                           | 1909–1991   | SPD          | Nürnberg-Stadt I und VI                                                | |
| Willi Ankermüller                       | 1901–1986   | CSU          | Alzenau in Unterfranken, Gemünden am Main, Lohr am Main                | |
| Georg Bachmann                          | 1885–1971   | CSU          | Weißenburg in Bayern-Stadt und –Land, Gunzenhausen                     | |
| Wilhelm Bachmann                        | 1895–1969   | CSU          | Dinkelsbühl, Feuchtwangen                                              | |
| Georg Bantele                           | 1893–1961   | BP           | Oberfranken                                                            | Landtagsvizepräsident |
| Georg Bauer                             | 1917–2003   | GB/BHE       | Unterfranken                                                           | |
| Georg Baumann                           | 1878–1968   | FDP          | Oberpfalz                                                              | ausgeschieden am 9. Januar 1956                                                                                            |
| Josef Baumgartner                       | 1923–2010   | BP           | Oberbayern                                                             | |
| Joseph Baumgartner                      | 1904–1964   | BP           | Niederbayern                                                           | |
| Walter Becher                           | 1912–2005   | GB/BHE       | Oberbayern                                                             | Fraktionsvorsitzender |
| Franz Beier                             | 1898–1957   | SPD          | Schwaben                                                               | † 26. März 1957 |
| Rupert Berger                           | 1896–1958   | CSU          | Traunstein-Stadt und –Land                                             | † 9. Februar 1958 |
| Otto Bezold                             | 1899–1984   | FDP          | Oberbayern                                                             | Staatsminister |
| Karl Bickleder                          | 1888–1958   | CSU          | Straubing-Stadt und –Land                                              | † 4. Februar 1958 |
| Anton Bielmeier                         | 1901–1958   | BP           | Niederbayern                                                           | † 6. Januar 1958 |
| Stephan Billinger                       | 1897–1966   | BP           | Niederbayern                                                           | |
| Max Binder                              | 1911–2010   | CSU          | Kötzting, Regen                                                        | |
| Ewald Bitom                             | 1896–1964   | SPD          | Niederbayern                                                           | |
| Edmund Böhm                             | 1898–1965   | GB/BHE       | Schwaben                                                               | |
| Josef Braun                             | 1892–1971   | CSU          | Pfarrkirchen, Griesbach                                                | |
| Karl von Brentano-Hommeyer              | 1913–2005   | BP           | Oberbayern                                                             | |
| Georg Brunner                           | 1901–1972   | BP           | Niederbayern                                                           | |
| Klaus Dehler                            | 1926–2005   | FDP          | Mittelfranken                                                          | |
| Hans Demeter                            | 1905–1993   | SPD          | München-Stadt IV                                                       | |
| Josef Donsberger                        | 1898–1963   | CSU          | Mittelfranken                                                          | |
| Ewald Drechsel                          | 1926–1990   | SPD          | Oberfranken                                                            | |
| Ferdinand Drexler                       | 1912–1994   | SPD          | Mittelfranken                                                          | nachgerückt am 18. Januar 1957 für Franz Haas                                                                              |
| Rudolf Eberhard                         | 1914–1998   | CSU          | Ebermannstadt, Pegnitz                                                 | Staatsminister (ab 1957)                                                                                                   |
| Karl Eberhardt                          | 1887–1973   | FDP          | Oberfranken                                                            | Fraktionsvorsitzender |
| Hans Ehard                              | 1887–1980   | CSU          | Bamberg-Stadt                                                          | Landtagspräsident |
| Heinrich Eiber                          | 1915–2005   | CSU          | Cham, Neunburg vorm Wald, Waldmünchen                                  | |
| Gottfried Eichelbrönner                 | 1901–1986   | CSU          | Ochsenfurt, Kitzingen-Stadt und –Land                                  | |
| Hans Eisenmann                          | 1923–1987   | CSU          | Pfaffenhofen an der Ilm, Schrobenhausen                                | |
| Franz-Michael Elsen                     | 1906–1980   | CSU          | Gerolzhofen, Haßfurt                                                   | |
| Albert Engel                            | 1891–1964   | BP           | Niederbayern                                                           | am 11. Januar 1958 nachgerückt für Anton Bielmeier                                                                         |
| Egon Erzum                              | 1904–1974   | GB/BHE       | Mittelfranken                                                          | |
| Erwin Essl                              | 1910–2001   | SPD          | Schwaben                                                               | |
| Alfred Euerl                            | 1897–1970   | CSU          | Mittelfranken                                                          | |
| Anton Falb                              | 1905–1990   | SPD          | Oberpfalz                                                              | |
| Ernst Falk                              | 1914–1994   | FDP          | Mittelfranken                                                          | |
| Otto Freiherr von Feury                 | 1906–1998   | CSU          | Ebersberg, Bad Aibling                                                 | |
| Jakob Fickler                           | 1909–1980   | CSU          | Memmingen-Stadt und –Land                                              | |
| Hugo Fink                               | 1910–1986   | CSU          | Augsburg-Stadt I und II                                                | |
| Otto Fink                               | 1920–2000   | SPD          | Niederbayern                                                           | |
| Jakob Fischbacher                       | 1886–1972   | BP           | Oberbayern                                                             | Fraktionsvorsitzender (ab 1957)                                                                                            |
| Franz Förster                           | 1902–1985   | SPD          | Coburg-Stadt und –Land, Neustadt bei Coburg                            | |
| Georg Freiherr von und zu Franckenstein | 1898–1965   | CSU          | Scheinfeld, Neustadt an der Aisch                                      | |
| Otto Freundl                            | 1912–1982   | CSU          | Tirschenreuth, Kemnath                                                 | |
| Hans Friedrich                          | 1909–1982   | SPD          | Oberpfalz                                                              | |
| Konrad Frühwald                         | 1920–1981   | BP           | Mittelfranken                                                          | |
| Joseph Ernst Fürst Fugger von Glött     | 1895–1981   | CSU          | Kaufbeuren-Stadt und –Land, Mindelheim                                 | |
| Volkmar Gabert                          | 1923–2003   | SPD          | München-Stadt X                                                        | |
| Franz Gaksch                            | 1904–1976   | CSU          | Schwaben                                                               | |
| Josef Gareis                            | 1903–1982   | SPD          | Oberbayern                                                             | nachgerückt am 3. Mai 1957 für Josef Strobl                                                                                |
| Alfons Gaßner                           | 1923–2001   | BP           | Niederbayern                                                           | |
| Wilhelm Gaßner                          | 1906–1959   | CSU          | Neuburg an der Donau-Stadt und –Land                                   | |
| Richard Gegenwarth                      | 1894–1964   | BP           | Unterfranken                                                           | |
| August Geislhöringer                    | 1886–1963   | BP           | Schwaben                                                               | Staatsminister (bis 1957)                                                                                                  |
| Rudolf Gertler                          | 1893–1960   | GB/BHE       | Schwaben                                                               | am 7. November 1956 nachgerückt für Ernst Ullrich                                                                          |
| Alfons Goppel                           | 1905–1991   | CSU          | Aschaffenburg-Stadt und –Land                                          | Staatssekretär (ab 1957)                                                                                                   |
| Fritz Gräßler                           | 1904–1972   | SPD          | Fürth-Stadt                                                            | |
| Karl Greib                              | 1899–1976   | CSU          | Würzburg-Stadt                                                         | |
| Georg Grosch                            | 1906–1987   | SPD          | Oberfranken                                                            | |
| Ernst Gumerum                           | 1928–2001   | fraktionslos | Schwaben                                                               | bis 16. April 1958 SPD |
| Maria Günzl                             | 1896–1983   | SPD          | München-Land                                                           | |
| Willi Guthsmuths                        | 1901–1981   | GB/BHE       | Oberbayern                                                             | Staatssekretär |
| Albrecht Haas                           | 1906–1970   | FDP          | Mittelfranken                                                          | Staatssekretär |
| Franz Haas                              | 1904–1989   | SPD          | Nürnberg-Stadt II und III                                              | ausgeschieden am 17. Januar 1957                                                                                           |
| Georg Hagen                             | 1887–1958   | SPD          | Kulmbach-Stadt und –Land, Stadtsteinach                                | Landtagsvizepräsident, † 18. November 1958                                                                                 |
| Andreas Haisch                          | 1901–1969   | CSU          | Marktoberdorf, Füssen                                                  | |
| Hildegard Hamm-Brücher                  | 1921–2016   | FDP          | Oberbayern                                                             | |
| Rudolf Hanauer                          | 1908–1992   | CSU          | Starnberg, Wolfratshausen                                              | |
| Artur Heinrich                          | 1904–1975   | FDP          | Unterfranken                                                           | |
| Philipp Held                            | 1911–1993   | CSU          | Freising-Stadt und –Land                                               | |
| Michael Helmerich                       | 1885–1974   | CSU          | Eggenfelden, Vilsbiburg                                                | |
| Josef Helmschrott                       | 1915–2005   | CSU          | Augsburg-Land, Wertingen                                               | |
| Baptist Hempfling                       | 1918–2017   | CSU          | Kronach                                                                | |
| Hans Herrmann                           | 1889–1959   | CSU          | Oberpfalz                                                              | |
| Philipp Hettrich                        | 1900–1973   | CSU          | Hammelburg, Karlstadt, Brückenau                                       | |
| Franz Heubl                             | 1924–2001   | CSU          | Oberbayern                                                             | |
| Martin Hirsch                           | 1913–1992   | SPD          | Wunsiedel, Stadt Marktredwitz, Rehau, Stadt Selb                       | |
| Wilhelm Hoegner                         | 1887–1980   | SPD          | München-Stadt VII und XIII                                             | Ministerpräsident (bis 1957), Fraktionsvorsitzender (ab 1958)                                                              |
| Engelbert Hofmann                       | 1900–1979   | CSU          | Bad Kissingen-Stadt und –Land, Bad Neustadt an der Saale               | |
| Hans Högn                               | 1904–1980   | SPD          | Hof-Stadt und –Land                                                    | |
| Fritz Höhenberger                       | 1911–2001   | fraktionslos | Friedberg, Schwabmünchen                                               | bis 25. März 1958 CSU |
| Johann Höllerer                         | 1898–1973   | CSU          | Neustadt an der Waldnaab, Stadt Weiden, Eschenbach                     | |
| Sebastian Huber                         | 1903–1973   | CSU          | Mühldorf, Wasserburg am Inn                                            | |
| Alois Hundhammer                        | 1900–1974   | CSU          | Rosenheim-Stadt und –Land                                              | Staatsminister (ab 1957)                                                                                                   |
| Max Jüngling                            | 1903–1963   | CSU          | Staffelstein, Lichtenfels                                              | |
| Heinrich Junker                         | 1911–1993   | CSU          | Aichach, Dachau                                                        | Staatssekretär (ab 1957)                                                                                                   |
| Richard Kallenbach                      | 1889–1984   | FDP          | Schwaben                                                               | |
| Hans Karl                               | 1890–1973   | CSU          | Passau-Stadt und –Land                                                 | |
| Josef Kiene                             | 1895–1981   | SPD          | Oberbayern                                                             | |
| Karl Klammt                             | 1912–1987   | GB/BHE       | Niederbayern                                                           | |
| Max Klotz                               | 1918–2003   | BP           | Oberbayern                                                             | |
| Waldemar Kluge                          | 1904–1978   | GB/BHE       | Niederbayern                                                           | |
| Alois Klughammer                        | 1913–1973   | CSU          | Schwaben                                                               | nachgerückt am 30. September für Alois Schlögl                                                                             |
| Waldemar Freiherr von Knoeringen        | 1906–1971   | SPD          | München-Stadt V und VI                                                 | Fraktionsvorsitzender (bis 1958)                                                                                           |
| Karl Köglsperger                        | 1899–1980   | SPD          | München-Stadt II                                                       | |
| Wenzel Köhler                           | 1906–1987   | GB           | Schwaben                                                               | bis 4. November 1957 GB/BHE                                                                                                |
| Reinhold Kolarczyk                      | 1906–1964   | GB           | Oberbayern                                                             | bis 4. November 1957 GB/BHE                                                                                                |
| Wilhelm Korff                           | 1901–1975   | BP           | Mittelfranken                                                          | nachgerückt am 25. Juni 1956 für Paul Ziegler, bis 28. Mai 1957 FDP, danach fraktionslos, ab 7. November 1957 Bayernpartei |
| Hans Kramer                             | 1903–1980   | SPD          | Augsburg-Stadt III                                                     | |
| Engelbert Kraus                         | 1901–1974   | CSU          | Würzburg-Land, Marktheidenfeld                                         | |
| Heinrich Krehle                         | 1892–1969   | CSU          | Oberbayern                                                             | |
| Josef Kriegisch                         | 1923–1984   | SPD          | Oberbayern                                                             | |
| Gertrud Krüger                          | 1904–1996   | SPD          | Nürnberg-Stadt IV und V                                                | |
| Andreas Kurz                            | 1894–1976   | CSU          | Altötting                                                              | |
| Carljörg Lacherbauer                    | 1902–1967   | BP           | Oberbayern                                                             | Fraktionsvorsitzender (bis 1957)                                                                                           |
| Ludwig Lallinger                        | 1908–1992   | BP           | Oberbayern                                                             | |
| Raimund Lang                            | 1895–1976   | BP           | Oberbayern                                                             | |
| Gerda Laufer                            | 1910–1999   | SPD          | Unterfranken                                                           | |
| Josef Laumer                            | 1887–1973   | SPD          | Niederbayern                                                           | nachgerückt am 11. April 1956 für Heinrich Rottenberger                                                                    |
| Hans Lechner                            | 1893–1965   | BP           | Oberfranken                                                            | nachgerückt am 5. Juni 1957 für Wilhelm Sturm                                                                              |
| Josef Lechner                           | 1884–1965   | BP           | Niederbayern                                                           | |
| Ludwig Leichtle                         | 1908–1986   | CSU          | Schwaben                                                               | nachgerückt am 15. Oktober 1957 für Otto Weinkamm                                                                          |
| Leopold Lerch                           | 1898–1964   | CSU          | Niederbayern                                                           | nachgerückt am 10. Februar 1958 für Karl Bickleder                                                                         |
| Robert Lindig                           | 1894–1972   | SPD          | Oberpfalz                                                              | |
| Georg Lipp                              | 1904–1983   | CSU          | Oberbayern                                                             | |
| Franz Lippert                           | 1900–1977   | CSU          | Landshut-Stadt und –Land                                               | Fraktionsvorsitzender (ab 1957 geschäftsführend)                                                                           |
| Martin Loos                             | 1904–1978   | SPD          | Nürnberg-Land, Fürth-Land                                              | |
| Erich Luft                              | 1908–1960   | GB/BHE       | Oberfranken                                                            | |
| Hermann Lutz                            | 1892–1959   | CSU          | Donauwörth, Nördlingen-Stadt und –Land                                 | |
| Johann Maag                             | 1898–1976   | SPD          | Unterfranken                                                           | |
| Rudolf Machnig                          | 1917–1968   | SPD          | Schwaben                                                               | |
| Georg Mack                              | 1899–1973   | CSU          | Ansbach-Stadt und –Land                                                | |
| Franz Magerl                            | 1913–1970   | CSU          | Regensburg-Land                                                        | |
| Heinrich Meier                          | 1898–1972   | CSU          | Mittelfranken                                                          | |
| Georg Meixner                           | 1887–1960   | CSU          | Bamberg-Land                                                           | Fraktionsvorsitzender |
| Emil Mergler                            | 1897–1967   | CSU          | Unterfranken                                                           | |
| Hans Merkt                              | 1915–1991   | CSU          | Oberbayern                                                             | nachgerückt am 13. Februar 1958 für Rupert Berger                                                                          |
| Franz Michel                            | 1908–1989   | fraktionslos | Landsberg am Lech-Stadt und –Land, Schongau                            | bis 19. April 1956 CSU |
| Christian Müller                        | 1900–1963   | SPD          | Oberfranken                                                            | |
| Josef Müller                            | 1898–1979   | CSU          | München-Stadt I und III                                                | |
| Walter Muth                             | 1900–1973   | FDP          | Oberfranken                                                            | |
| Elisabeth Nägelsbach                    | 1894–1984   | CSU          | Mittelfranken                                                          | |
| Wilhelm Nagengast                       | 1892–1970   | CSU          | Forchheim-Stadt und –Land, Höchstadt an der Aisch                      | |
| Ludwig Nerlinger                        | 1918–2003   | BP           | Schwaben                                                               | |
| Paul Nerreter                           | 1905–1981   | CSU          | Uffenheim, Rothenburg ob der Tauber-Stadt und –Land                    | |
| Johann Neuner                           | 1914–1991   | CSU          | Garmisch-Partenkirchen, Bad Tölz                                       | |
| Simon Nüssel                            | 1924–2015   | CSU          | Oberfranken                                                            | bis 6. Mai 1958 BP, bis 25. Juni 1958 fraktionslos                                                                         |
| Richard Oechsle                         | 1898–1986   | SPD          | München-Stadt IX                                                       | |
| Georg Ludwig Oeckler                    | 1918–2004   | SPD          | Oberpfalz                                                              | |
| Klement Ortloph                         | 1890–1973   | CSU          | Parsberg, Riedenburg                                                   | |
| Hermann Ospald                          | 1921–1996   | SPD          | Schwaben                                                               | |
| Erwin Pfeffer                           | 1914–1971   | GB           | Niederbayern                                                           | bis 4. November 1957 GB/BHE                                                                                                |
| Josef Piechl                            | 1889–1961   | CSU          | Kelheim, Mainburg                                                      | |
| Andreas Piehler                         | 1888–1970   | SPD          | Miesbach                                                               | |
| Claus Pittroff                          | 1896–1958   | SPD          | Bayreuth-Stadt und –Land                                               | † 2. Dezember 1958 |
| Alfred Pöllath                          | 1916–1996   | BP           | Oberpfalz                                                              | |
| Anton Prandl                            | 1892–1976   | SPD          | Weilheim                                                               | |
| Otto Priller                            | 1887–1963   | SPD          | Fürstenfeldbruck                                                       | |
| Ernst Rabenstein                        | 1903–1981   | FDP          | Unterfranken                                                           | |
| Ludwig Ramelsberger                     | 1899–1965   | CSU          | Vilshofen, Landau an der Isar                                          | |
| Hans Raß                                | 1911–1997   | CSU          | Amberg-Stadt und –Land, Sulzbach-Rosenberg                             | |
| Josef Reichl                            | 1907–1986   | CSU          | Niederbayern                                                           | |
| Rudolf Reißenweber                      | 1907–1968   | CSU          | Oberfranken                                                            | |
| Karl Reitmeier                          | 1893–1967   | BP           | Oberpfalz                                                              | |
| Kurt Renk                               | 1921–2007   | SPD          | Schwaben                                                               | nachgerückt am 27. März 1957 für Franz Beier                                                                               |
| Ernst Riediger                          | 1901–1966   | GB/BHE       | Oberfranken                                                            | |
| Erich Rosa                              | 1901–1960   | CSU          | Schweinfurt-Stadt und –Land                                            | |
| Heinrich Rottenberger                   | 1898–1956   | SPD          | Niederbayern                                                           | † 22. März 1956 |
| Franz Sackmann                          | 1920–2011   | CSU          | Burglengenfeld, Stadt Schwandorf in Bayern, Roding                     | |
| Hans Sauer                              | 1908–1966   | SPD          | Unterfranken                                                           | |
| Karl Schäfer                            | 1912–1991   | CSU          | Mittelfranken                                                          | |
| Otto Schedl                             | 1912–1995   | CSU          | Neumarkt in der Oberpfalz-Stadt und –Land, Beilngries                  | Staatsminister (ab 1957)                                                                                                   |
| Hans Schemm                             | 1910–1998   | FDP          | Oberbayern                                                             | |
| Andreas Scherber                        | 1893–1974   | SPD          | Lauf an der Pegnitz, Hersbruck                                         | |
| Herbert Schier                          | 1897–1960   | GDP          | Oberpfalz                                                              | |
| Rudolf Schlichtinger                    | 1915–1994   | SPD          | Regensburg-Stadt                                                       | |
| Alois Schlögl                           | 1893–1957   | CSU          | Günzburg-Stadt und –Land, Krumbach (Schwaben)                          | † 27. September 1957 |
| Hanns Martin Schmidramsl                | 1917–1991   | CSU          | Eichstätt-Stadt und –Land, Hilpoltstein                                | |
| Karl Schreiner                          | 1911–1979   | GB/BHE       | Mittelfranken                                                          | |
| Georg Schuster                          | 1903–1975   | CSU          | Wegscheid, Wolfstein, Grafenau                                         | |
| Martin Schweiger                        | 1911–1990   | BP           | Dillingen an der Donau-Stadt und –Land                                 | bis 11. Oktober 1957 BP, bis 16. Oktober 1957 fraktionslos, bis 23. November 1958 CSU                                      |
| Josef Sebald                            | 1905–1960   | SPD          | Oberbayern                                                             | |
| Hanns Seidel                            | 1901–1961   | CSU          | Miltenberg, Obernburg am Main                                          | Ministerpräsident (ab 1957)                                                                                                |
| Franz Peter Seifert                     | 1915–1994   | SPD          | Schwabach-Stadt und –Land                                              | |
| Franz Sichler                           | 1909–1985   | SPD          | Oberpfalz                                                              | |
| Erich Simmel                            | 1885–1974   | GB/BHE       | Oberfranken                                                            | Staatssekretär |
| Georg Sittig                            | 1896–1964   | SPD          | Unterfranken                                                           | |
| Rudolf Soenning                         | 1904–1980   | CSU          | Neu-Ulm-Stadt und –Land, Illertissen                                   | |
| Oskar Soldmann                          | 1915–1999   | SPD          | Unterfranken                                                           | |
| Walter Stain                            | 1916–2001   | GB/BHE       | Unterfranken                                                           | Staatsminister |
| Jean Stock                              | 1893–1965   | SPD          | Unterfranken                                                           | |
| Heinrich Stöhr                          | 1904–1958   | SPD          | Mittelfranken                                                          | |
| Paul Strenkert                          | 1899–1989   | CSU          | Kempten-Stadt und –Land                                                | Staatssekretär (ab 1957)                                                                                                   |
| Josef Strobl                            | 1887–1965   | SPD          | Ingolstadt-Stadt und –Land                                             | ausgeschieden am 29. April 1957                                                                                            |
| Max Strohmayer                          | 1919–2014   | BP           | Schwaben                                                               | |
| Alois Strohmayr                         | 1908–1993   | SPD          | Schwaben                                                               | |
| Wilhelm Sturm                           | 1889–1957   | BP           | Oberfranken                                                            | † 3. Juni 1957 |
| Johann Thanbichler                      | 1892–1962   | CSU          | Berchtesgaden, Stadt Bad Reichenhall, Laufen                           | |
| Ernst Ullrich                           | 1900–1956   | GB/BHE       | Schwaben                                                               | † 6. November 1956, Nachfolger: Rudolf Gertler                                                                             |
| Josef Ungermann                         | 1902–1985   | SPD          | Oberbayern                                                             | |
| Hans Utz                                | 1912–1974   | BP           | Oberbayern                                                             | |
| Lorenz Vilgertshofer                    | 1900–1998   | CSU          | Mallersdorf, Rottenburg, Dingolfing                                    | |
| Heinrich Vogel                          | 1912–1997   | CSU          | Oberfranken                                                            | |
| Rudolf Wagner                           | 1911–2004   | GB/BHE       | Oberbayern                                                             | |
| Albert Weggartner                       | 1905–1979   | CSU          | Oberbayern                                                             | bis 11. Oktober 1957 BP, bis 16. Oktober 1957 fraktionslos                                                                 |
| Simon Weinhuber                         | 1918–1995   | BP           | Erding                                                                 | |
| Otto Weinkamm                           | 1902–1968   | CSU          | Lindau (Bodensee)-Stadt und –Land                                      | ausgeschieden am 11. Oktober 1957                                                                                          |
| Karl Weishäupl                          | 1916–1989   | SPD          | München-Stadt XI und XII                                               | Staatssekretär (bis 1957)                                                                                                  |
| Hans Werner                             | 1912–1989   | CSU          | Nabburg, Oberviechtach, Vohenstrauß                                    | |
| Thomas Wimmer                           | 1887–1964   | SPD          | München-Stadt VIII                                                     | |
| August Christian Winkler                | 1900–1961   | CSU          | Oberbayern                                                             | |
| Karl Winkler                            | 1909–1982   | FDP          | Oberpfalz                                                              | nachgerückt am 13. Januar 1956 für Georg Baumann                                                                           |
| Anton Wittmann                          | 1908–1960   | SPD          | Oberbayern                                                             | zwischen 24. Juni und 25. November 1955 ausgeschieden wegen Nachprüfung der Wahlergebnisse                                 |
| Gustav Wölfel                           | 1899–1980   | CSU          | Ebern, Hofheim in Unterfranken, Königshofen im Grabfeld, Mellrichstadt | |
| Franz Wolf                              | 1889–1972   | SPD          | Niederbayern                                                           | |
| Günter Wolff                            | 1919–2006   | SPD          | Niederbayern                                                           | |
| Paul Wüllner                            | 1906–1986   | GB/BHE       | Oberbayern                                                             | |
| Franz Zdralek                           | 1894–1970   | SPD          | Mittelfranken                                                          | |
| Zita Zehner                             | 1900–1978   | CSU          | Oberbayern                                                             | |
| Paul Ziegler                            | 1892–1956   | FDP          | Mittelfranken                                                          | † 23. Juni 1956 |
| Siegfried Ziegler                       | 1902–1984   | SPD          | Niederbayern                                                           | vom 24. Juni bis zum 25. November 1955 für Anton Wittmann wegen Nachprüfung des Wahlergebnisses                            |
| Friedrich Zietsch                       | 1903–1976   | SPD          | Münchberg, Naila                                                       | |
| Max Zillibiller                         | 1896–1970   | CSU          | Sonthofen                                                              | |
| Peter Zink                              | 1907–2004   | SPD          | Erlangen-Stadt und –Land                                               | |